# 走向未来丛书
《走向未来》丛书，也称作走向未来全书，是1984年由金觀濤和劉青峰主編，中国四川人民出版社出版印行的一套丛书。丛书設定要讓年輕一代介紹在科學、社會科學、人文藝術與文學的最新發展，包括了外文译作和原创著作。1989年中国大陆发生六四事件，该丛书顾问、主编、编委、作者中有一些人深度卷入了其中，一些人出国未归，丛书的出版事务停止，该丛书也被中國政府列為禁書，截止被列为禁书前，共出版了74本（计划出版100本）。1992年，邓小平发表“南方谈话”后，该书解禁，但是出售的书籍中顾问、主编、副主编、编委成员一页被人为撕掉。
《走向未来》丛书的作者集中了80年代中国最优秀的一批知识分子，代表了当时中国思想解放最前沿的思考，刚出版时曾大受欢迎，官媒《人民日报》也给予赞扬之词。但是当时有中国学者指“走向未来”的编委会与当时的官方改革派关系很近，他们想影响政策，老是在和官方辩论，所以他们讨论的语言老是半官方语言，而且由于便重现实功用和普及性，丛书后来逐渐出现了粗制滥造的现象，並使得它的影响力受挫。

## 编委会
主编：金观涛
顾问：包遵信、严济慈、杜润生、张黎群、陳一諮、陈翰伯、钟沛璋、侯外庐、钱三强。
副主编：陈越光、贾新民、唐若昕 
编委：丁学良、王小强、王岐山、王军衔、王小鲁、王焱、尹蓝天、乐秀成、朱嘉明、朱熹豪、刘东、刘青峰、刘溢、严家其、何维凌、张钢、阮芳赋、陈子伶、林和生、易小治、秦小鹰、夏小万、翁永曦、陶德荣、黄江南、黄鸣、萧功秦、梁晓燕、董秀玉、谢选骏、樊洪业、蔡大成、戴士和

## 书目
1984年出版：
- 《人的发现》（副标题：马丁路德与宗教改革） 李平晔著
- 《增长的极限》（副标题：罗马俱乐部关于人类困境的研究报告） 李宝恒译
- 《激动人心的年代》（副标题：世纪之交物理学革命的历史考察的哲学探讨）李醒民著
- 《GEB--一条永恒的金带》侯世达著 乐秀成编译
- 《现代物理学与东方神秘主义》根据F·卡普拉（英语：Fritjof Capra）的《物理学之道（英语：The Tao of Physics）》编译，灌耕编译
- 《现实与选择》（副标题：现代中国工业的结构与体制） 朱嘉明、吕政著
- 《经济控制论》何维凌、邓英淘编
- 《探险与世界》于有彬编著
- 《看不见的手》（副标题：微观经济学） 杨君昌编
- 《语言学与现代科学》陈明远编著
- 《在历史的表象背后》（副标题：对中国封建社会超稳定结构的探索） 金观涛著
- 《让科学的光芒照亮自己》（副标题：近代科学为什么没有在中国产生） 刘青峰著

1985年出版：
- 《人的现代化》（副标题：心理·思想·态度·行为）[美]阿历克斯·英格尔斯（英语：Alex Inkeles）等著 殷陆君编译
- 《大变动时代的建设者》（副标题：张元济传） 汪家熔编著
- 《没有极限的增长》朱利安·林肯·西蒙原著 黄江南、朱嘉明编译
- 《西方社会结构的演变》金观涛、唐若昕著
- 《在国际舞台上》（副标题：西方现代国际关系学浅论）陈汉文编著
- 《昨天今天明天》（副标题：新技术革命与国际私法）邓正来编著
- 《摇篮与墓地》（副标题：严复的思想和道路） 陈越光、陈小雅著
- 《择优分配原理》（副标题：经济学和它的数理基础） 茅于轼著
- 《第三次数学危机》胡作立著
- 《凯恩斯革命》（副标题：宏观经济学）杨君昌编著
- 《艺术魅力的探寻》林兴宅编著
- 《西方文官系统》杨伯揆、陈子明、陈兆刚、李盛平、缪晓非著
- 《动态经济系统的调节与演化》 邓英淘、何维凌编著
- 《新的综合》（副标题：社会生物学）[美]爱德华.奥尔本.威尔逊著 阳河清编译

1986年出版：
- 《富饶的贫困》（副标题：中国落后地区的经济考察）王小强、白南风著
- 《定量社会学》 (德)哈格著 郭治安、姜璐、沈小峰编译
- 《儒家文化的困境》（副标题：近代士大夫与中西文化碰撞） 萧功秦著
- 《系统思想》[美]小拉尔夫·弗·迈尔斯主编 杨志信、葛明浩译
- 《日本为什么“成功”》（Why has Japan 'succeeded'?  副标题：西方的技术和日本的民族精神） [日]森岛通夫（Michio Morishima）著 胡国成译
- 《悲壮的衰落》（副标题：古埃及社会的兴亡） 金观涛、王军衔著
- 《弗洛伊德著作选》 [奥]弗洛伊德著 约翰·克里曼编 贺明明译
- 《西方的丑学》（副标题：感性的多元取向） 刘东著
- 《十七世纪英国的科学、技术与社会》（Science, Technology and Society in Seventeenth Century England）[美]R.K.默顿（Robert King Merton）著 范岱年、吴忠、蒋效东译
- 《画布上的创造》戴士和著
- 《梁启超与中国近代思想》[美]约瑟夫·阿·勒文森（Joseph R. Levenson）著 刘伟、刘丽、姜铁军译
- 《新教伦理与资本主义精神》[德]马克斯·韦伯（Maximilian Carl Emil Weber）著 黄晓京、彭强译
- 《信息革命的技术源流》宋德生著
- 《增长、短缺与效率》（副标题：社会主义经济的一个宏观动态模型）[匈]亚诺什·科尔奈（János Kornai）著 崔之元、钱铭今译

1987年出版： 
- 《走向现代国家之路》 钱乘旦、陈意新著
- 《竞争中的合作》（副标题：西方国际经济学导论） 陈汉文编著
- 《计量历史学》[苏]科瓦尔琴科主编 闻一、肖吟译
- 《哲学的还原》麦克斯韦·约翰·查尔斯沃斯（英语：Max Charlesworth）著 田晓春译
- 《凯恩斯理论与中国经济》林一知著
- 《人的创世纪》张猛、顾昕、张继宗编著
- 《社会研究方法》（The Practice of Social Research）[美]艾尔·巴比（Earl Robert Babbie）著 李银河译
- 《发展社会学》胡格·韦尔特著 白桦、丁一凡编译
- 《上帝怎样掷骰子》陈克艰著
- 《空寂的神殿》（副标题：中国文化之源）谢选骏著
- 《震撼心灵的古旋律》郑凡著
- 《以权力制约权力》朱光磊著
- 《整体的哲学》金观涛著
- 《人体文化》谢长、葛岩著
- 《人心中的历史》刘昶著
- 《探询新的模式》罗首初、万解秋著
- 《发展的主题》（副标题：中国国民经济结构的变革）周其仁、杜鹰、邱继成著
- 《社会选择与个人价值》[美]K.J.阿罗(Kenneth J Arrow)著 陈志武、崔之元译
- 《对科学的傲慢与偏见》[英]查·帕·斯诺著 陈恒六、刘岳译
- 《马克斯·韦伯》[英]弗兰克·帕金著 刘东谢、维和译

1988年出版　　 
- 《波兰危机》王逸舟著
- 《人的哲学》金观涛著
- 《四朝政治风云》怀效锋著
- 《现代化的动力》[美]C·E·布莱克著 段小光译
- 《信念的活史：文身世界》徐一青、张鹤仙著
- 《科学家在社会中的社会角色》约瑟夫·本-戴维著 赵佳苓译
- 《平等与效率》[美]阿瑟·奥肯（Arthur Melvin Okun）著 王忠民、黄清译
- 《伦理思想的突破》韦政通著
- 《维特根斯坦哲学导论》[荷]C.A.范坡伊森著
- 《人口，中国的悬剑》何清涟著
- 《理性主义》陈宣良著
- 《卖桔者言》张五常著
- 《第一个工业化社会》钱乘旦著
- 《探索非理性的世界》叶舒宪著